# Vlammen (lied)
Vlammen is een lied van de Nederlandse rapper Mr. Polska. Het werd in 2013 als single uitgebracht en stond in hetzelfde jaar als dertiende track op het Nouveau Riche verzamelalbum Alziend Oor II.

## Achtergrond
Vlammen is geschreven door Boaz de Jong en Dominik Groot en geproduceerd door Boaz van de Beatz. Het is een nederhoplied dat gaat over feesten. Het lied werd door de producer als volgt omschreven: "gore eurohouse zomerbubbeling in een eigentijds, melodieus jasje." Het nummer was de Totally Summer Anthem van reisbureau GoGo Jongerenreizen. In de videoclip, welke is gemaakt door Oxford House, is een feestende en ook naakte Mr. Polska te zien. Op de B-kant van de single staat een uitgebreide versie van het lied.

## Hitnoteringen
De rapper had in Nederland succes met het lied. In de Top 40 kwam het tot de 27e plaats en was het zeven weken te vinden. De piekpositie in de Single Top 100 was de 33e plek in de veertien weken dat het in deze hitlijst stond.